# Großer Preis von Japan 2018
Der Große Preis von Japan 2018 (offiziell Formula 1 2018 Honda Japanese Grand Prix) fand am 7. Oktober auf dem Suzuka International Racing Course in Suzuka statt und war das 17. Rennen der Formel-1-Weltmeisterschaft 2018.

## Bericht

### Hintergründe
Nach dem Großen Preis von Russland führte Lewis Hamilton in der Fahrerwertung mit 50 Punkten vor Sebastian Vettel und mit 117 Punkten vor Valtteri Bottas. In der Konstrukteurswertung führte Mercedes mit 53 Punkten vor Ferrari und mit 203 Punkten vor Red Bull Racing.
Beim Großen Preis von Japan stellte Pirelli den Fahrern die Reifenmischungen P Zero Mediums (weiß), P Zero Soft (gelb), P Zero Supersoft (rot) sowie für Nässe Cinturato Intermediates (grün) und Cinturato Full-Wets (blau) zur Verfügung.
Ferrari führte eine neue Lackierung ein, die das Logo von Mission Winnow trägt, einer gemeinsamen Aktion mit dem Hauptsponsor Philip Morris International.
Es gab nur eine DRS-Zone auf der Strecke: Diese befand sich auf der Start-Ziel-Geraden mit einem Messpunkt zur Bestimmung des Abstands zwischen den Fahrern, der am Ausgang von Kurve 16 eingerichtet wurde.
Marcus Ericsson (sieben), Romain Grosjean, Kimi Räikkönen (jeweils fünf), Pierre Gasly, Brendon Hartley, Sergei Sirotkin, Lance Stroll (jeweils vier), Kevin Magnussen, Sergio Pérez, Vettel, Max Verstappen (jeweils drei), Valtteri Bottas, Nico Hülkenberg, Daniel Ricciardo, Carlos Sainz jr. (jeweils zwei) und Stoffel Vandoorne (einer) gingen mit Strafpunkten ins Rennwochenende.
Mit Vettel, Hamilton (jeweils viermal), Fernando Alonso (zweimal) und Räikkönen (einmal) traten vier ehemalige Sieger zu diesem Grand Prix an. Alonso und Hamilton gewannen den Großen Preis von Japan jeweils einmal, als das Rennen 2007 und 2008 auf dem Fuji Speedway ausgetragen wurde.
Als Rennkommissare für dieses Rennwochenende fungierten Nish Shetty (SGP), Steve Chopping (AUS), Tom Kristensen (DNK) und Yasuhiro Yodono (JPN).

### Training
Im ersten freien Training war Hamilton in 1:28,691 Minuten Schnellster vor Bottas und Ricciardo.
Hamilton erzielte auch im zweiten freien Training in 1:28,217 Minuten die Bestzeit vor Bottas und Vettel.
Im dritten freien Training war Hamilton in 1:29,599 Minuten wieder der Schnellste vor Vettel und Räikkönen.

### Qualifying
Das Qualifying bestand aus drei Teilen mit einer Nettolaufzeit von 45 Minuten. Im ersten Qualifying-Segment (Q1) hatten die Fahrer 18 Minuten Zeit, um sich für das Rennen zu qualifizieren. Alle Fahrer, die im ersten Abschnitt eine Zeit erzielten, die maximal 107 Prozent der schnellsten Rundenzeit betrug, qualifizierten sich für den Grand Prix. Die besten 15 Fahrer erreichten den nächsten Teil. Hamilton war Schnellster. Marcus Ericsson, beide McLaren-Piloten, Sirotkin und Hülkenberg schieden aus.
Der zweite Abschnitt (Q2) dauerte 15 Minuten. Die schnellsten zehn Piloten qualifizierten sich für den dritten Teil des Qualifyings. Bottas war Schnellster. Ricciardo ohne eine Zeit, Stroll, Sainz jr., Magnussen und Charles Leclerc schieden aus.
Der finale Abschnitt (Q3) ging über eine Zeit von zwölf Minuten, in denen die ersten zehn Startpositionen vergeben wurden. Hamilton fuhr mit einer Rundenzeit von 1:27,760 Minuten die Bestzeit vor Bottas und Verstappen. Es war die 80. Pole-Position für Hamilton in der Formel-1-Weltmeisterschaft.
Am Ende des Qualifyings wurde Esteban Ocon mit drei Startplätzen bestraft, weil er im dritten freien Training beim Anzeigen der roten Flagge nicht ausreichend langsamer geworden war. Ericsson wurde wegen der Überschreitung von Antriebskomponenten ans Ende des Feldes versetzt. Die Strafe wurde allerdings obsolet, da er sich ohnehin als Letzter qualifizierte.

### Rennen
Hamilton, der von der Pole-Position gestartet war, behielt beim Start die Führung, gefolgt von Bottas, Verstappen, Räikkönen, Grosjean und Vettel, die sofort die beiden Toro Rosso überholten.
Als Verstappen vor der letzten Kurve in der Schikane ankam, verbremste er sich, kam von der Strecke ab und traf beim zurückfahren Räikkönen. Vettel nutzte das aus und ging an seinem Teamkollegen vorbei. Ebenfalls am Ende der ersten Runde kollidierte Leclerc mit Magnussen, woraufhin der Däne wegen eines Reifenschadens an die Box musste. Die vom Haas-Fahrer auf der Strecke hinterlassenen Trümmer zwangen die Rennleitung dazu, das Safety-Car auf die Rennstrecke zu schicken. Für die Berührung in der ersten Runde erhielt Verstappen währenddessen eine Fünf-Sekunden-Zeitstrafe und einen Strafpunkt.
In der achten Runde wurde das Rennen wieder freigegeben. Vettel griff Verstappen an und es kam zu einer Berührung zwischen den beiden Fahrern: Verstappen setzte sein Rennen fort, während Vettel sich drehte und ans Ende des Feldes fiel. Das Rennen wurde  vom Mercedes-Duo, gefolgt von Verstappen, Räikkönen, Grosjean, Gasly und den beiden Force India angeführt.
Zwischen der achten und 13. Runde überholte Ricciardo zunächst die beiden Force India, dann Gasly und schließlich auch Grosjean und rückt auf den fünften Platz vor. In Runde 17 wechselt Räikkönen die Reifen und wechselt auf Mediums. In den folgenden Runden erfolgte der Reifenwechsel für alle führenden Fahrer. In Runde 20 entschied sich Verstappen für weiche Reifen und schaffte es vor Räikkönen wieder auf die Strecke zu kommen.
Auch Bottas und Ricciardo stoppten in Runde 23, wobei der Australier ebenfalls vor Räikkönen auf die Strecke zurückkehrte. Nach einer weiteren Runde war Hamilton an der Reihe, der die Führung nach seinem Stopp behielt. Hinter ihm waren nach Bottas nun die beiden Red Bull Racing-Teams vor Räikkönen, Grosjean und Gasly. Ocon und Vettel stoppen in der 26. Runde, wobei der Franzose Medium-Reifen und der Deutsche die weiche Mischung verwendete. In der 29. Runde stoppten auch Grosjean und Gasly. Beim Verlassen der Box wehrte sich der Haas-Fahrer gegen Pérez, der gerade Leclerc überholte.
In den folgenden Runden begann dann Vettels Aufholjagd und nachdem er nach seinem Boxenstopp als 16. auf die Strecke zurückgekehrt war, kletterte er in Runde 33 auf den siebten Platz. Nach einer Runde überholte er auch Grosjean und kletterte auf den sechsten Platz. Hinter dem Haas-Fahrer waren nun die beiden Force India, vor Gasly.
In der 40. Runde musste Leclerc aufgrund eines technischen Problems aufgeben, nachdem er von der Strecke abgekommen war. Auf der Strecke wird, um das Auto bergen zu können, ein virtuelles Safety-Car ausgerufen. Beim Restart beklagte sich Grosjean über das Überholmanöver von Pérez, der unter VSC den Abstand nicht respektiert hätte. Eine Bestrafung gab es allerdings nicht.
In den letzten Runden verschärfte sich der Kampf zwischen Bottas und Verstappen um den zweiten Platz. Auch der Finne machte in der letzten Schikane einen Fehler, doch der Niederländer konnte ihn nicht überholen.
Hamilton feierte schließlich seinen 71. Karrieresieg vor Bottas und Verstappen. Für Bottas war es das 30. Podium in der Formel-1-Weltmeisterschaft. Die restlichen Punkteplatzierungen belegten Ricciardo, Räikkönen, Vettel, Pérez, Grosjean, Ocon und Sainz jr.
In der Fahrerwertung blieben die ersten drei Positionen unverändert, nur noch Hamilton und Vettel hatten Chancen auf den Fahrertitel. In der Konstrukteurswertung blieben die ersten drei Positionen unverändert.

## Meldeliste
| Team                             | Nr. | Fahrer            | Chassis                       | Motor                         | Reifen |
| -------------------------------- | --- | ----------------- | ----------------------------- | ----------------------------- | ------ |
| Mercedes AMG Petronas F1 Team    | 44  | Lewis Hamilton    | Mercedes-AMG F1 W09 EQ Power+ | Mercedes-AMG F1 M09 EQ Power+ | P      |
| Mercedes AMG Petronas F1 Team    | 77  | Valtteri Bottas   | Mercedes-AMG F1 W09 EQ Power+ | Mercedes-AMG F1 M09 EQ Power+ | P      |
| Scuderia Ferrari                 | 05  | Sebastian Vettel  | Ferrari SF71H                 | Ferrari 062 EVO               | P      |
| Scuderia Ferrari                 | 07  | Kimi Räikkönen    | Ferrari SF71H                 | Ferrari 062 EVO               | P      |
| Aston Martin Red Bull Racing     | 03  | Daniel Ricciardo  | Red Bull Racing RB14          | Renault R.E.18                | P      |
| Aston Martin Red Bull Racing     | 33  | Max Verstappen    | Red Bull Racing RB14          | Renault R.E.18                | P      |
| Williams Martini Racing          | 18  | Lance Stroll      | Williams FW41                 | Mercedes-AMG F1 M09 EQ Power+ | P      |
| Williams Martini Racing          | 35  | Sergei Sirotkin   | Williams FW41                 | Mercedes-AMG F1 M09 EQ Power+ | P      |
| Renault Sport F1 Team            | 27  | Nico Hülkenberg   | Renault R.S.18                | Renault R.E.18                | P      |
| Renault Sport F1 Team            | 55  | Carlos Sainz jr.  | Renault R.S.18                | Renault R.E.18                | P      |
| Haas F1 Team                     | 08  | Romain Grosjean   | Haas VF-18                    | Ferrari 062 EVO               | P      |
| Haas F1 Team                     | 20  | Kevin Magnussen   | Haas VF-18                    | Ferrari 062 EVO               | P      |
| Red Bull Toro Rosso Honda        | 10  | Pierre Gasly      | Scuderia Toro Rosso STR13     | Honda RA618H                  | P      |
| Red Bull Toro Rosso Honda        | 28  | Brendon Hartley   | Scuderia Toro Rosso STR13     | Honda RA618H                  | P      |
| McLaren F1 Team                  | 02  | Stoffel Vandoorne | McLaren MCL33                 | Renault R.E.18                | P      |
| McLaren F1 Team                  | 14  | Fernando Alonso   | McLaren MCL33                 | Renault R.E.18                | P      |
| McLaren F1 Team                  | 47  | Lando Norris      | McLaren MCL33                 | Renault R.E.18                | P      |
| Alfa Romeo Sauber F1 Team        | 09  | Marcus Ericsson   | Sauber C37                    | Ferrari 062 EVO               | P      |
| Alfa Romeo Sauber F1 Team        | 16  | Charles Leclerc   | Sauber C37                    | Ferrari 062 EVO               | P      |
| Racing Point Force India F1 Team | 11  | Sergio Pérez      | Force India VJM11             | Mercedes-AMG F1 M09 EQ Power+ | P      |
| Racing Point Force India F1 Team | 31  | Esteban Ocon      | Force India VJM11             | Mercedes-AMG F1 M09 EQ Power+ | P      |

Anmerkungen
1. 1 2  Der McLaren mit der Startnummer 47 wurde im ersten freien Training für Norris eingesetzt. Vandoorne übernahm das Fahrzeug anschließend für das restliche Rennwochenende mit seiner Startnummer 2.

## Klassifikationen

### Qualifying
| Pos.                                                                      | Fahrer            | Konstrukteur              | Q1       | Q2         | Q3       | Start |
| ------------------------------------------------------------------------- | ----------------- | ------------------------- | -------- | ---------- | -------- | ----- |
| 01                                                                        | Lewis Hamilton    | Mercedes                  | 1:28,702 | 1:28,017   | 1:27,760 | 01    |
| 02                                                                        | Valtteri Bottas   | Mercedes                  | 1:29,297 | 1:27,987   | 1:28,059 | 02    |
| 03                                                                        | Max Verstappen    | Red Bull Racing-TAG Heuer | 1:29,480 | 1:28,849   | 1:29,057 | 03    |
| 04                                                                        | Kimi Räikkönen    | Ferrari                   | 1:29,631 | 1:28,595   | 1:29,521 | 04    |
| 05                                                                        | Romain Grosjean   | Haas-Ferrari              | 1:29,724 | 1:29,678   | 1:29,761 | 05    |
| 06                                                                        | Brendon Hartley   | Scuderia Toro Rosso-Honda | 1:30,248 | 1:29,848   | 1:30,023 | 06    |
| 07                                                                        | Pierre Gasly      | Scuderia Toro Rosso-Honda | 1:30,137 | 1:29,810   | 1:30,093 | 07    |
| 08                                                                        | Esteban Ocon      | Force India-Mercedes      | 1:29,899 | 1:29,538   | 1:30,126 | 11    |
| 09                                                                        | Sebastian Vettel  | Ferrari                   | 1:29,049 | 1:28,279   | 1:32,192 | 08    |
| 10                                                                        | Sergio Pérez      | Force India-Mercedes      | 1:30,247 | 1:29,567   | 1:37,229 | 09    |
| 11                                                                        | Charles Leclerc   | Sauber-Ferrari            | 1:29,706 | 1:29,864   | –        | 10    |
| 12                                                                        | Kevin Magnussen   | Haas-Ferrari              | 1:30,219 | 1:30,226   | –        | 12    |
| 13                                                                        | Carlos Sainz jr.  | Renault                   | 1:30,236 | 1:30,490   | –        | 13    |
| 14                                                                        | Lance Stroll      | Williams-Mercedes         | 1:30,317 | 1:30,714   | –        | 14    |
| 15                                                                        | Daniel Ricciardo  | Red Bull Racing-TAG Heuer | 1:29,806 | keine Zeit | –        | 15    |
| 16                                                                        | Nico Hülkenberg   | Renault                   | 1:30,361 | –          | –        | 16    |
| 17                                                                        | Sergei Sirotkin   | Williams-Mercedes         | 1:30,372 | –          | –        | 17    |
| 18                                                                        | Fernando Alonso   | McLaren-Renault           | 1:30,573 | –          | –        | 18    |
| 19                                                                        | Stoffel Vandoorne | McLaren-Renault           | 1:31,041 | –          | –        | 19    |
| 20                                                                        | Marcus Ericsson   | Sauber-Ferrari            | 1:31,213 | –          | –        | 20    |
| 107-Prozent-Zeit: 1:34,911 min (bezogen auf Q1-Bestzeit von 1:28,702 min) |                   |                           |          |            |          |       |

Anmerkungen
1. ↑  Ocon erhielt eine Startplatzstrafe von drei Plätzen, weil er im dritten freien Training bei einer roten Flagge nicht ausreichend verlangsamte.
2. ↑  Ericsson erhielt eine Startplatzstrafe von 15 Plätzen: Zehn Plätze wegen eines Triebwerkswechsels und fünf Plätze wegen eines Getriebewechsels.

### Rennen
| Pos. | Fahrer            | Konstrukteur              | Runden | Stopps | Zeit        | Start | Schnellste Runde |
| ---- | ----------------- | ------------------------- | ------ | ------ | ----------- | ----- | ---------------- |
| 01   | Lewis Hamilton    | Mercedes                  | 53     | 1      | 1:27:17,062 | 01    | 1:32,785 (51.)   |
| 02   | Valtteri Bottas   | Mercedes                  | 53     | 1      | + 12,919    | 02    | 1:33,110 (46.)   |
| 03   | Max Verstappen    | Red Bull Racing-TAG Heuer | 53     | 1      | + 14,295    | 03    | 1:33,367 (50.)   |
| 04   | Daniel Ricciardo  | Red Bull Racing-TAG Heuer | 53     | 1      | + 19,495    | 15    | 1:33,187 (50.)   |
| 05   | Kimi Räikkönen    | Ferrari                   | 53     | 1      | + 50,998    | 04    | 1:34,223 (28.)   |
| 06   | Sebastian Vettel  | Ferrari                   | 53     | 1      | + 1:09,873  | 08    | 1:32,318 (53.)   |
| 07   | Sergio Pérez      | Force India-Mercedes      | 53     | 1      | + 1:19,379  | 09    | 1:34,073 (43.)   |
| 08   | Romain Grosjean   | Haas-Ferrari              | 53     | 1      | + 1:27,198  | 05    | 1:34,786 (47.)   |
| 09   | Esteban Ocon      | Force India-Mercedes      | 53     | 1      | + 1:28,055  | 11    | 1:37,670 (50.)   |
| 10   | Carlos Sainz jr.  | Renault                   | 52     | 1      | + 1 Runde   | 13    | 1:34,197 (50.)   |
| 11   | Pierre Gasly      | Scuderia Toro Rosso-Honda | 52     | 1      | + 1 Runde   | 07    | 1:34,133 (35.)   |
| 12   | Marcus Ericsson   | Sauber-Ferrari            | 52     | 1      | + 1 Runde   | 20    | 1:36,294 (08.)   |
| 13   | Brendon Hartley   | Scuderia Toro Rosso-Honda | 52     | 1      | + 1 Runde   | 06    | 1:34,857 (30.)   |
| 14   | Fernando Alonso   | McLaren-Renault           | 52     | 1      | + 1 Runde   | 18    | 1:33,943 (28.)   |
| 15   | Stoffel Vandoorne | McLaren-Renault           | 52     | 1      | + 1 Runde   | 19    | 1:35,023 (25.)   |
| 16   | Sergei Sirotkin   | Williams-Mercedes         | 52     | 2      | + 1 Runde   | 17    | 1:33,985 (41.)   |
| 17   | Lance Stroll      | Williams-Mercedes         | 52     | 2      | + 1 Runde   | 14    | 1:33,354 (41.)   |
| –    | Charles Leclerc   | Sauber-Ferrari            | 38     | 2      | DNF         | 10    | 1:34,515 (37.)   |
| –    | Nico Hülkenberg   | Renault                   | 37     | 1      | DNF         | 16    | 1:34,934 (32.)   |
| –    | Kevin Magnussen   | Haas-Ferrari              | 8      | 1      | DNF         | 12    | 1:39,908 (06.)   |

## WM-Stände nach dem Rennen
Die ersten zehn des Rennens bekamen 25, 18, 15, 12, 10, 8, 6, 4, 2 bzw. 1 Punkt(e).

### Fahrerwertung
| Pos. | Fahrer           | Konstrukteur              | Punkte |
| ---- | ---------------- | ------------------------- | ------ |
| 01   | Lewis Hamilton   | Mercedes                  | 331    |
| 02   | Sebastian Vettel | Ferrari                   | 264    |
| 03   | Valtteri Bottas  | Mercedes                  | 207    |
| 04   | Kimi Räikkönen   | Ferrari                   | 196    |
| 05   | Max Verstappen   | Red Bull Racing-TAG Heuer | 173    |
| 06   | Daniel Ricciardo | Red Bull Racing-TAG Heuer | 146    |
| 07   | Sergio Pérez     | Force India-Mercedes      | 53     |
| 08   | Kevin Magnussen  | Haas-Ferrari              | 53     |
| 09   | Nico Hülkenberg  | Renault                   | 53     |
| 10   | Fernando Alonso  | McLaren-Renault           | 50     |

| Pos. | Fahrer            | Konstrukteur              | Punkte |
| ---- | ----------------- | ------------------------- | ------ |
| 11   | Esteban Ocon      | Force India-Mercedes      | 49     |
| 12   | Carlos Sainz jr.  | Renault                   | 39     |
| 13   | Romain Grosjean   | Haas-Ferrari              | 31     |
| 14   | Pierre Gasly      | Scuderia Toro Rosso-Honda | 28     |
| 15   | Charles Leclerc   | Sauber-Ferrari            | 21     |
| 16   | Stoffel Vandoorne | McLaren-Renault           | 8      |
| 17   | Lance Stroll      | Williams-Mercedes         | 6      |
| 18   | Marcus Ericsson   | Sauber-Ferrari            | 6      |
| 19   | Brendon Hartley   | Scuderia Toro Rosso-Honda | 2      |
| 20   | Sergei Sirotkin   | Williams-Mercedes         | 1      |

### Konstrukteurswertung
| Pos. | Konstrukteur              | Punkte |
| ---- | ------------------------- | ------ |
| 1    | Mercedes                  | 538    |
| 2    | Ferrari                   | 460    |
| 3    | Red Bull Racing-TAG Heuer | 319    |
| 4    | Renault                   | 92     |
| 5    | Haas-Ferrari              | 84     |

| Pos. | Konstrukteur              | Punkte |
| ---- | ------------------------- | ------ |
| 06   | McLaren-Renault           | 58     |
| 07   | Force India-Mercedes      | 43     |
| 08   | Scuderia Toro Rosso-Honda | 30     |
| 09   | Sauber-Ferrari            | 27     |
| 10   | Williams-Mercedes         | 7      |